# Somari (videogioco)
Somari, chiamato anche Somari the Adventurer, è un videogioco a piattaforme non ufficiale per Nintendo Entertainment System, pubblicato nel 1994.
Si tratta di una conversione non autorizzata di Sonic the Hedgehog per Sega Mega Drive, realizzata probabilmente a Hong Kong. È stata commercializzata in Russia e in alcuni paesi dell'Asia.
Protagonista del gioco è "Somari", un idraulico italiano che indossa delle scarpe speciali (come quelle di Sonic). Il nome Somari è l'acronimo di (SOnic e MARIo), personaggi da cui è ispirato. Esteticamente è raffigurato in modo identico a Mario.

## Modalità di gioco
Il gameplay è molto simile a quello di Sonic the Hedgehog, ma leggermente più lento, con Somari molto veloce, ma non quanto Sonic. Somari può inoltre usare lo "Spin-Dash", tecnica ripresa da Sonic the Hedgehog 2. Un'altra differenza è che mentre Sonic se colpito perdeva tutti gli anelli raccolti, Somari può perderne fino a tre anche se ne possiede uno solo. Tutti i livelli sono presi da Sonic the Hedgehog (il livello "Scrap Brain Zone" e i livelli bonus dalle versioni Game Gear e Master System, gli altri dalla versione Mega Drive). 
Come in Sonic, ogni livello è diviso in tre atti, e alla fine del terzo bisogna affrontare un boss, una delle tante forme del Dr. Eggman; raccogliendo 100 anelli nel corso di un livello si accederà al livello bonus una volta completato. Le musiche sono le stesse, ma di qualità inferiore a causa della conversione del sonoro. Oggetti, nemici e boss sono tutti ripresi da Sonic the Hedgehog. Lo sprite di Somari è invece basato su quello di Mario in Super Mario Bros. 3. La schermata del titolo è basata su quelle di Sonic the Hedgehog e Mario Teaches Typing.

## Altre versioni
È noto che esistano almeno altre sei versioni di Somari:
- Sonic the Hedgehog - praticamente uguale a Somari, eccetto che qui si controlla Sonic[6], il primo livello è "Spring Yard Zone" e molti degli sprite, sia dei nemici che degli ambienti, sono stati ricolorati dal rosso al blu. Alcune copie portano il titolo Sonic 3D Blast 5 (da non confondersi con l'omonimo titolo per Game Boy).
- Sonic 3D Blast 6 - identico a Sonic 3D Blast 5, ma con una nuova schermata di titolo e nuove introduzioni ai livelli, prese da Sonic 3D: Flickies' Island[6][7] (intitolato Sonic 3D Blast nel Nord America)[8]. Il primo livello stavolta è "Marble Zone".
- Family Kid - identico a Somari, se non per il personaggio controllato, realizzato da zero. È un bambino con un aspetto da supereroe e con lo stesso nome del gioco (Family Kid).
- Sonic & Knuckles 5 - nonostante il nome, Knuckles non compare nel gioco se non nella schermata del titolo. Questa versione è identica a Sonic the Hedgehog, tranne per Sonic, che è stato ricolorato per apparire blu scuro[6].
- Doraemon - basato sul Somari originale, ma con sprite, musiche ed effetti sonori completamente nuovi[6]. Il personaggio controllato è Doraemon, protagonista dell'omonimo manga[6]. Doraemon non deve passare dietro il cartello stradale posto alla fine di un livello per completarlo, ma può direttamente proseguire ed accedere al successivo. Questa versione è l'unica a mostrare i crediti alla fine del gioco, al posto della schermata "THE END" mostrata in tutte le altre. Da non confondersi con l'omonimo videogioco del 1986, anch'esso per Famicom.
- The Hammer - versione sviluppata in Russia, il personaggio controllato è un cavallo chiamato "The Hammer"[6]. La tavolozza di colori è stata cambiata, ricolorando il personaggio e rendendolo marrone. Per il resto, questa versione si presenta identica a Somari.